# 12 octobre
Pour les articles homonymes, voir Douze-Octobre.
12 septembre 12 novembre
Chronologies thématiques
- Croisades
- Ferroviaires
- Sports
- Disney
- Anarchisme
- Catholicisme

Abréviations / Voir aussi
- (° 1852) = né en 1852
- († 1885) = mort en 1885
- a.s. = calendrier julien
- n.s. = calendrier grégorien
- Calendrier
- Calendrier perpétuel
- Liste de calendriers
- Naissances du jour

Le 12 octobre est le 285e jour de l'année du calendrier grégorien, 286e lorsqu'elle est bissextile (il en reste ensuite 80).
C'était généralement l'équivalent du 21 vendémiaire du calendrier républicain ou révolutionnaire français, officiellement dénommé jour du chanvre.

## Événements

### VIesiècleav. J.-C.
- 539 av. J.-C. : prise de Babylone par Cyrus II, roi des Perses.

### VIIesiècle
- 633 : victoire décisive gallo-mercienne, à la bataille de Hatfield Chase.

### IXesiècle
- 900 : couronnement de Louis III l'Aveugle comme roi d'Italie.

### XIVesiècle
- 1398 : signature du traité de Salynas.

### XVesiècle
- 1427 : bataille de Maclodio.

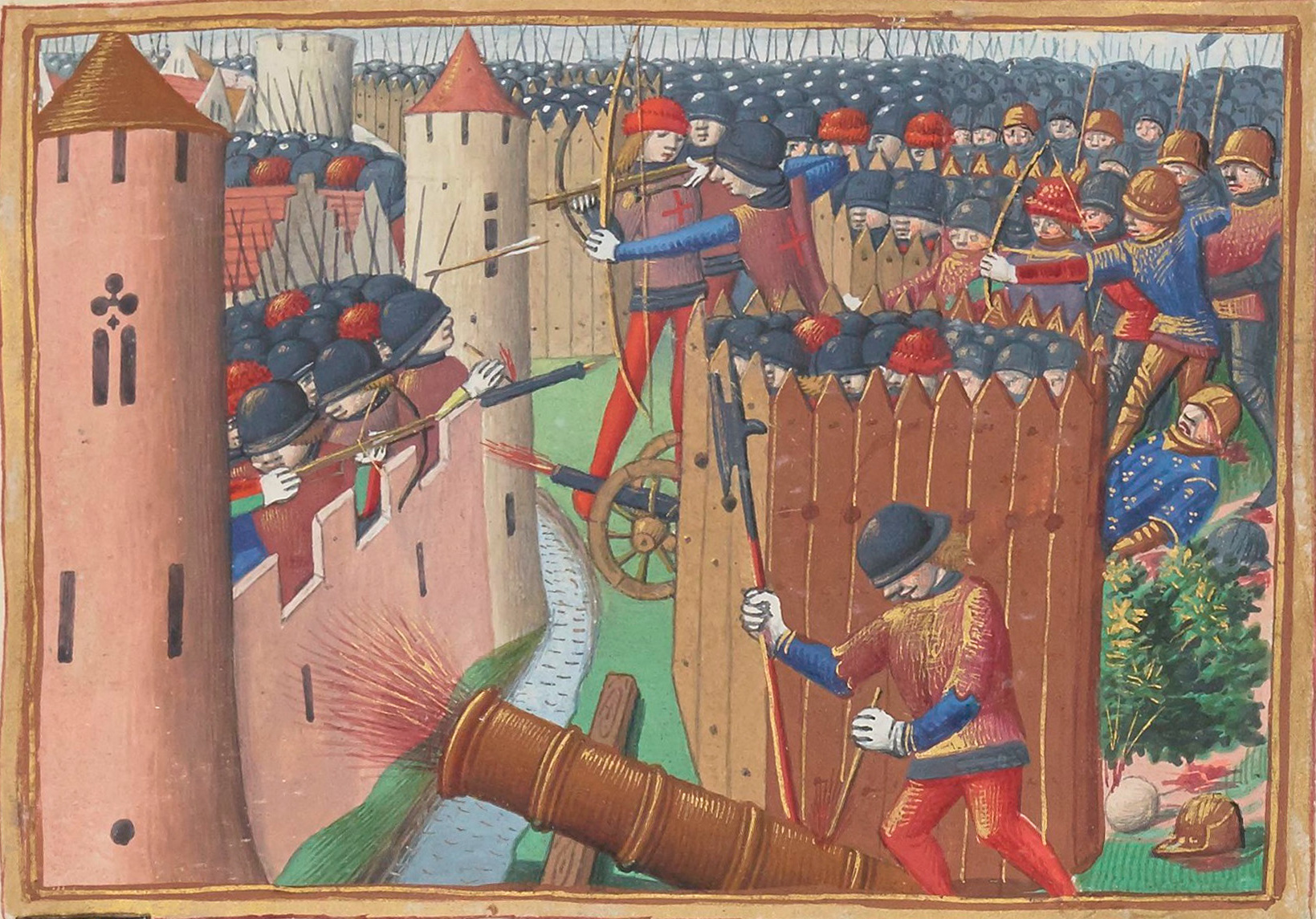
Représentation du siège d'Orléans.

- 1428 : début du siège d'Orléans, lors de la guerre de Cent Ans.
- 1492 : débarquement de Christophe Colomb, sur l'actuelle San Salvador.

### XVIIIesiècle
- 1748 : bataille de La Havane, pendant la guerre de l’oreille de Jenkins.
- 1787 : victoire de Souvorov à la bataille de Kinburn, pendant la guerre russo-turque de 1787-1792.
- 1789 : pendant la Révolution française, l'Assemblée constituante décide de transférer son siège de Versailles à Paris, quelques jours après qu'il en a été fait de même à l'égard de la famille royale.
- 1793 : prise de Noirmoutier par les Vendéens, pendant la guerre de Vendée.
- 1798 :
  - bataille de Nicopolis. Les troupes françaises et la population grecque de la ville de Preveza (Épire), possession française depuis le traité de Campo-Formio, sont massacrées par Ali Pacha de Janina.
  - Bataille de l'île de Toraigh.
  - Début de la guerre des Paysans, dans les Départements réunis.
- 1799 : Jeanne Labrosse est la première femme à effectuer un saut en parachute, inventé par son mari.

### XIXesiècle

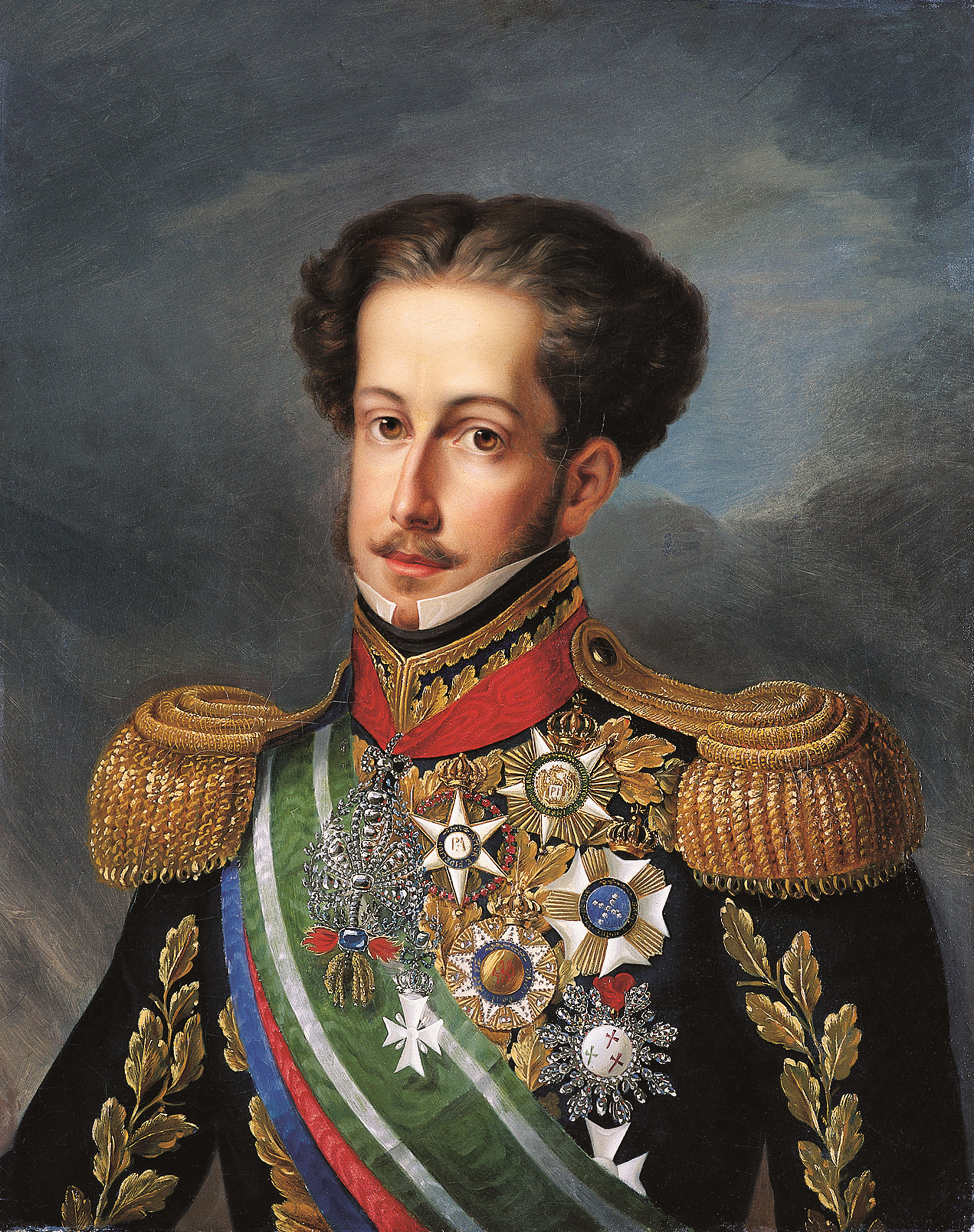
Portrait de Pierre 1er.

- 1810 : mariage du futur roi Louis Ier de Bavière avec la princesse Thérèse de Saxe-Hildburghausen. C'est à cette occasion que sera créée la première fête de la bière à Munich, le 17 octobre suivant.
- 1822 : Pierre Ier se proclame empereur du Brésil.

### XXesiècle
- 1915 : l'infirmière et espionne britannique Edith Cavell est exécutée à Bruxelles par les Allemands (première guerre mondiale, décès infra).
- 1929 : signature de la convention de Varsovie.
- 1940 : création du ghetto de Varsovie.
- 1942 : victoire américaine, à la bataille du cap Espérance, pendant la Seconde Guerre mondiale.
- 1951 : mort de Simon Kimbangu, après 30 ans de prison à Elisabethville, au Congo belge.
- 1960 : Inejirō Asanuma est tué au wakizashi , par Otoya Yamaguchi.
- 1964 : coup d'État contre le général Nguyên Khanh, l'armée prend le pouvoir au Sud-Viêt Nam.
- 1968 : indépendance de la Guinée équatoriale.
- 1971 : début de la célébration du 2 500e anniversaire de la fondation de l'empire perse.
- 1984 : attentat de Brighton (Angleterre), par l'Armée républicaine irlandaise provisoire.
- 1999 : 
  - coup d'État militaire au Pakistan.La coque endommagée du Cole.

La coque endommagée du Cole.

  - Naissance symbolique ci-après (démographie mondiale) à Sarajevo.
- 2000 : attentat contre l'USS Cole.

### XXIesiècle
- 2002 : attentats à Bali.
- 2008 : référendum lituanien sur la construction d'une nouvelle centrale nucléaire.
- 2012 : l'Union européenne reçoit le prix Nobel de la paix, décerné par le comité norvégien qui récompense « plus de six décennies à promouvoir la paix et la réconciliation, la démocratie et les droits de l'homme en Europe », et ailleurs.
- 2014 : Evo Morales est réélu président de la Bolivie.
- 2017 : les États-Unis annoncent leur retrait de l'Unesco, accusant l'organisation d'être « anti-israélienne ». Conformément aux statuts de l’organisation, cette mesure prendra effet le 31 décembre 2018. Néanmoins, le pays sera toujours représenté au siège de l'organisation, puisqu'il conservera un statut d’observateur. Quelques heures plus tard, Israël annonce à son tour son retrait de l'organisation.
- 2018 : en République tchèque, 1er jour du second tour des élections sénatoriales.
- 2024 : 20e jours des bombardements israéliens au Liban qui font état de 51 morts et 174 blessés de plus[1].

## Arts, culture et religion
- 1895 : couronnement canonique de l'Image de Notre-Dame de Guadalupe, dans la Basilique de Guadalupe (Mexico)[2].
- 1975 : Paul VI canonise l'archevêque irlandais Olivier Plunket (cf. 12 juillet).
- 1976 : consécration de la Basilique Notre-Dame-de-Guadalupe de Mexico (Mexique)[3].
- 2007 : consécration de la Basilique de la Sainte Trinité du Sanctuaire de Fátima (Portugal)[4].

## Sciences et techniques
- 1928 : première utilisation d'un poumon d'acier.
- 1964 : Voskhod 1, le premier vaisseau spatial multiplace, est lancé par les Russes.
- 2017 : l'astéroïde 2012 TC4 passe à 50 150 km de la Terre.

## Économie et société
- 1804 : sur ordre de Napoléon, le préfet de police de Paris Louis Dubois prescrit l'organisation officielle de maisons closes, en France.
- 1943 : fondation de la chaîne de télévision ABC, aux États-Unis.
- 1957 : le Canadien Lester B. Pearson reçoit le prix Nobel de la paix.
- 1999 : naissance ci-après du six-milliardième être humain officiel sur la Terre.
- 2020 : le prix Nobel d'économie est attribué aux Américains Paul Milgrom et Robert B. Wilson pour leurs travaux sur la théorie des enchères[5].

## Naissances

### XVIesiècle
- 1537 : Édouard VI, roi d'Angleterre de 1547 à 1553 († 6 juillet 1553).

### XVIIIesiècle
- 1753 : Antoine de Morlhon, prélat français († 14 janvier 1828).
- 1792 : Christian Gmelin, chimiste allemand († 13 mai 1860).
- 1798 : Pierre Ier, empereur du Brésil de 1822 à 1831, roi du Portugal en 1826 puis régent du même pays de 1832 à 1834 († 24 septembre 1834).

### XIXesiècle
- 1804 : Charles Louis Spilthoorn, avocat et homme politique belge († 12 septembre 1872).
- 1844 : Helena Modjeska, actrice polonaise († 8 avril 1909).
- 1855 : Arthur Nikisch, chef d'orchestre et musicien hongrois († 23 janvier 1922).
- 1865 : Arthur Harden, biochimiste britannique († 17 juin 1940).
- 1866 : Ramsay MacDonald, homme politique britannique, Premier ministre en 1924 puis de 1929 à 1935 († 9 novembre 1937).
- 1867 : Boris Sidis, psychiatre ukrainien, père de l'enfant prodige William James Sidis († 24 octobre 1923).
- 1872 : Ralph Vaughan Williams, compositeur britannique († 26 août 1958).
- 1874 : Joseph Claussat, homme politique français († 9 novembre 1925).
- 1880 : Louis Hémon, écrivain français († 8 juillet 1913).
- 1884 : Edna Luby, actrice américaine († 1er octobre 1928).
- 1888 : Vasyl Poraiko, homme d'État et avocat soviétique ukrainien († 25 octobre 1937).
- 1891 : Édith Stein, philosophe, théologienne, religieuse allemande et sainte catholique († 9 août 1942).
- 1893 : George Hodgson, nageur canadien, double champion olympique († 1er mai 1983).
- 1896 : Eugenio Montale, poète italien, prix Nobel de littérature en 1975 († 12 septembre 1981).

### XXesiècle
- 1901 : Gabriel-Marie Garrone, prélat français († 15 janvier 1994).
- 1904 : Jean Minjoz, homme politique français († 18 novembre 1987).
- 1906 :
  - Joseph Edward « Joe » Cronin, joueur de baseball américain († 7 septembre 1984).
  - Anderl Heckmair, alpiniste et guide allemand († 1er février 2005).
  - Piero Taruffi, pilote de vitesse moto puis pilote de F1 italien († 12 janvier 1988).
  - Willy Hess, musicologue et compositeur suisse († 9 mai 1997).
- 1907 : Jean-Louis Tixier-Vignancour, avocat et homme politique français († 29 septembre 1989).
- 1908 : Arthur Space, acteur américain († 13 janvier 1983).
- 1910 : Norbert Glanzberg, compositeur français († 25 février 2001).
- 1911 : Félix Lévitan, journaliste sportif français et directeur du Tour de France de 1962 à 1986 († 18 février 2007).
- 1917 :
  - Thomas George Jones, footballeur gallois († 3 janvier 2004).
  - Roque Máspoli, footballeur puis entraîneur uruguayen († 22 février 2004).
- 1919 : Gilles Beaudoin, homme politique québécois († 22 août 2007).
- 1920 : 
  - Raoul Billerey, ancien sportif professionnel, et attachant second rôle du cinéma français († 28 juillet 2010).
  - Louis Hickel, résistant, médecin et homme politique français († 4 juin 1977).
- 1925 : 
  - Denis Lazure, psychiatre et homme politique canadien, plusieurs fois ministre († 23 février 2008).
  - William Steinkraus, cavalier américain, champion olympique († 29 novembre 2017).
- 1929 :
  - Branko Grünbaum, mathématicien israélien († 14 septembre 2018).
  - Magnús Magnússon, présentateur de télévision, journaliste, traducteur et écrivain britannico-islandais († 7 janvier 2007).
- 1930 : 
  - Denis Brodeur, photographe canadien († 26 septembre 2013).
  - Robert Quibel, surnommé Bob Quibel, contrebassiste, arrangeur et chef d'orchestre français († 17 janvier 2013).
- 1931 : Mohamed Soukhane, footballeur franco-algérien († 2 novembre 2021).
- 1932 :
  - Edwin Jacob « Jake » Garn, astronaute et homme politique américain, maire et sénateur au Congrès des États-Unis.
  - Vitold Kreyer / Витольд Анатольевич Креер, athlète de triple-saut soviétique puis russe († 1er août 2020).
- 1933 : Guido Molinari, peintre canadien († 21 février 2004).
- 1934 : Richard Meier, architecte américain.
- 1935 :
  - Simone Balazard, romancière, dramaturge et éditrice française.
  - Samuel David Moore, chanteur américain du duo Sam & Dave.
  - Luciano Pavarotti, artiste lyrique italien († 6 septembre 2007).
- 1936 :
  - Pascale Audret, actrice française († 17 juillet 2000).
  - Charles Mwando Nsimba, homme politique congolais († 12 décembre 2016).
- 1937 : Paul Hawkins, pilote de courses automobile australien († 26 mai 1969).
- 1938 : Philippe Bruneau (de La Salle), acteur et scénariste français issu des émissions de télévision Co-Co Boy et Cocoricocoboy († 26 mars 2012).
- 1939 : Clément Rosset, philosophe français († 27 mars 2018).
- 1941 : Frank Alamo (Jean-François Grandin dit), chanteur français († 11 octobre 2012).
- 1942 : 
  - Tiburce Darou (Jean-Claude Darrou dit), préparateur physique français († 2 juillet 2015).
  - Paolo Gioli, peintre, photographe et réalisateur italien († 28 janvier 2022).
- 1943 : Abdulwahab Darawshe, homme politique israélien.
- 1944 : Joan Fraser, journaliste, éditorialiste en chef et sénatrice canadienne.
- 1945 : 
  - Aurore Clément, actrice française.
  - Claude Lemesle, parolier français (en particulier avec Joe Dassin), président d'honneur de la SACEM.
- 1946 : Luis Peirano, ministre péruvien de la culture, metteur en scène, journaliste.
- 1949 : Ilich Ramírez Sánchez dit Carlos ou le chacal, terroriste vénézuélien incarcéré en France.
- 1950 :
  - Knut Knudsen, cycliste sur piste et sur route norvégien.
  - Miguel Oviedo, footballeur argentin.
- 1952 : Danielle Proulx, actrice canadienne.
- 1953 : Serge Lepeltier, homme politique français.
- 1954 : Norbert Klaar, tireur sportif est-allemand, champion olympique.
- 1955 :
  - Brigitte Lahaie (Brigitte Vanmeerhaeghe dite), actrice française.
  - Serge Venturini, poète français.
- 1957 :
  - Clémentine Célarié (Meryem Célarié dite), actrice française.
  - Rémi Laurent, acteur français († 14 novembre 1989).
- 1960 : Gerald Kazanowski, basketteur canadien.
- 1962 : Patrick Bosso, humoriste et acteur français.
- 1963 : Alan McDonald, footballeur puis entraîneur nord-irlandais († 23 juin 2012).
- 1965 :
  - Jean-Jacques Daigneault, hockeyeur canadien.
  - Oleg Iourievitch Roï, écrivain russe.
  - Marie-Jo Thério, musicienne canadienne.
- 1967 :
  - Tonton David (David Grammont dit), chanteur français († 16 février 2021).
  - Franck Ferrand, animateur de radio français.
  - Mick Harris (Michael John Harris dit), musicien britannique.
  - Susanne Munk Wilbek, handballeuse danoise, championne olympique et du monde.
- 1968 : Hugh Jackman, acteur australien.
- 1969 :
  - Judit Mascó, mannequin et animatrice de télévision espagnole.
  - Cary Mullen, skieur alpin canadien.
- 1971 : Gunar Kirchbach, céiste allemand, champion olympique.
- 1972 : Oleg Novitskiy (Олег Викторович Новицкий), cosmonaute russe.
- 1975 :
  - Marion Jones, athlète américaine.
  - Jorane (Jorane Pelletier dite), chanteuse et musicienne canadienne.
- 1976 : 
  - Maurice Carter, basketteur américain.
  - Fernanda Trías, écrivaine uruguayenne.
- 1977 :
  - Jessica Barker, actrice canadienne.
  - Young Jeezy (Jay Wayne Jenkins dit), chanteur américain.
  - Samuel Bode Miller, skieur américain.
- 1978 :
  - Baden Cooke, cycliste sur route australien.
  - Marko Jarić (Марко Јарић), basketteur serbe.
- 1979 :
  - Meriem Adjmi, judokate algérienne.
  - Renato Sulić, handballeur croate, champion du monde de handball 2003.
- 1980 :
  - Ann Wauters, basketteuse belge.
  - Vincent Zouaoui-Dandrieux, athlète de steeple français.
- 1981 : Guillaume Boussès, joueur de rugby français.
- 1982 : Émile Parisien, saxophoniste occitan et français soprano et alto, musicien et compositeur de jazz.
- 1984 : Cyril Stacul, joueur de rugby à XIII français.
- 1985 :
  - Michael David « Mike » Green, hockeyeur canadien.
  - Carl Söderberg, hockeyeur professionnel suédois.
- 1986 :
  - Tyler Blackburn, acteur et chanteur américain.
  - Adam McQuaid, hockeyeur professionnel canadien.
- 1987 : Arnaud Bingo, handballeur français.
- 1988 : Valérie Grand'Maison, nageuse paralympique québécoise.
- 1991 : Michael Carter-Williams, basketteur américain.
- 1992 : Joshua « Josh » Hutcherson, acteur américain.
- 1996 : Marjan Salahshouri, taekwondoïste iranienne.
- 1999 : 
  - le bébé bosnien prénommé Hadnan(e), "adoubé" comme le possible six-milliardième être humain sur la Terre par le secrétaire général de l'ONU Koffi Annan[6].
  - Margot van Hecking, joueuse néerlandaise de hockey sur gazon.

### XXIesiècle
- 2002 : Eva Timush, chanteuse moldave.

## Décès

### IIIesiècle
- 284 voire 288 (en dates équivalentes du calendrier romain d'avant Denys le Petit et d'avant l'Édit de Milan de 313) : 
  - Saint Maximilien de Celeia (Maximilianus en latin), prêtre puis saint catholique et orthodoxe né et mort à Celeia / aujourd'hui Celje en actuelle Slovénie, ayant officié vers l'actuelle Autriche, contrées voisines toutes deux alors romaines (impériales) ; fêté de la sorte comme ci-après.

### XIVesiècle
- 1328 : Clémence de Hongrie, reine de France, veuve du roi Louis X (° 1293).

### XVesiècle
- 1492 : Piero della Francesca, peintre italien (° entre 1412 et 1420).

### XVIesiècle
- 1590 : Kanô Eitoku (狩野 永徳), peintre japonais (° 16 février 1543).

### XVIIesiècle
- 1646 : François de Bassompierre, militaire français (° 12 avril 1579).
- 1682 : Jean Picard, astronome et géodésien français (° 21 juillet 1620).
- 1692 : Giovanni Battista Vitali, musicien et compositeur italien (° 18 février 1632).

### XIXesiècle
- 1806 : Claude Jean-Baptiste Jallier de Savault, architecte français (° 28 mai 1739).
- 1844 : Claude Tillier, pamphlétaire et romancier français (° 11 avril 1801).
- 1863 : Andrei Mureşanu, poète roumain (° 16 novembre 1816).
- 1870 : Robert Edward Lee, militaire américain (° 19 janvier 1807).
- 1886 : Shlomo Zalman Abel, rabbin lituanien (° 11 mars 1857).

### XXesiècle
- 1915 :
  - Edith Cavell, infirmière britannique (° 4 décembre 1865).
  - Jean Juster, avocat français (° 9 décembre 1881).
- 1924 : Anatole France, romancier français, prix Nobel de littérature en 1921 (° 16 avril 1844).
- 1940 : Thomas Hezikiah « Tom » Mix, acteur américain (° 6 janvier 1880).
- 1942 : Édouard Nanny, joueur et professeur de contrebasse français (° 24 mars 1872).
- 1946 : Joseph Stilwell, général de l'Armée américaine (° 19 mars 1883).
- 1950 : Charles Gmelin, athlète de sprint britannique (° 28 mai 1872).
- 1951 : Simon Kimbangu, après 30 ans de prison à Elisabethville, au Congo belge.
- 1960 :
  - Inejirō Asanuma (浅沼 稲次郎), homme politique japonais assassiné supra (° 27 décembre 1898).
  - Pierre Véry, romancier et scénariste français (° 17 novembre 1900).
- 1961 : Marguerite Monnot, pianiste et compositrice française (° 28 mai 1903).
- 1965 : Hermann Joseph Muller, généticien suisse, prix Nobel de médecine en 1948 (° 12 janvier 1899).
- 1968 : Suzanne Dehelly, actrice française (° 1er octobre 1896).
- 1969 :
  - Sonja Henie, patineuse norvégienne (° 8 avril 1912).
  - Serge Poliakoff, peintre français (° 8 janvier 1900).
- 1971 :
  - Dean Acheson, juriste et homme politique américain, secrétaire d'État des États-Unis de 1949 à 1953 (° 11 avril 1893).
  - Gene Vincent (Vincent Eugene Craddock dit), chanteur américain (° 11 février 1935).
- 1972 : Robert Le Vigan (Robert-Charles-Alexandre Coquillaud, dit), acteur français (° 7 janvier 1900).
- 1977 : Juan Carlos Calvo, footballeur uruguayen (° 26 juin 1906).
- 1978 :
  - Alfred DesRochers, poète canadien (° 5 août 1901).
  - Nancy Spungen, américaine, compagne du musicien Sid Vicious (° 27 février 1958).
- 1987 : Fahri Korutürk, homme politique, militaire et diplomate turc, président de la République de 1973 à 1980 (° 13 août 1903).
- 1993 : Leon Ames, acteur américain (° 20 janvier 1902).
- 1994 : 
  - Gérald Godin, écrivain et homme politique canadien (° 13 novembre 1938).
  - Sady Rebbot, comédien français (° 27 avril 1935).
- 1996 :
  - René Lacoste, joueur de tennis français (° 2 juillet 1904).
  - Roger Lapébie, cycliste sur route français (° 16 janvier 1911).
- 1997 : John Denver (Henry John Deutschendorf Jr. dit), chanteur et compositeur américain (° 31 décembre 1943).
- 1998 : 
  - Mario Beaulieu, homme politique québécois (° 1er février 1930).
  - Matthew Shepard, étudiant américain (° 1er décembre 1976).
- 1999 :
  - Wilton Norman « Wilt » Chamberlain, basketteur américain (° 21 août 1936).
  - Clément Perron, cinéaste canadien (° 3 juillet 1929).
- 2000 : Igor Correa Luna, judoka uruguayen (° 12 décembre 1919).

### XXIesiècle
- 2002 :
  - Joseph Raymond « Ray » Conniff, musicien et chef d'orchestre américain (° 6 novembre 1916).
  - Audrey Mestre, apnéiste française (° 11 août 1974).
- 2003 : Jim Cairns, homme politique australien (° 4 octobre 1914).
- 2004 : Claude Pichois, universitaire français (° 21 juillet 1925).
- 2005 : Ghazi Kanaan, homme politique syrien (° 1942).
- 2006 :
  - Dino Monduzzi, cardinal italien (° 2 avril 1922).
  - Gillo Pontecorvo, réalisateur italien (° 19 novembre 1919).
  - Douk Saga, chanteur ivoirien (° 23 mai 1974).
- 2007 : 
  - Lonny Chapman, acteur américain (° 1er octobre 1920).
  - Kisho Kurokawa (黒川 紀章), architecte japonais (° 8 avril 1934).
  - Soe Win, homme politique birman (° 10 mai 1947).
- 2008 : Léo Major, héros de guerre québécois (° 23 janvier 1921).
- 2009 : 
  - Alain Crombecque, directeur de théâtre français (° 5 octobre 1939).
  - Frank Vandenbroucke, coureur cycliste belge (° 6 novembre 1974).
- 2011 :
  - Raymond Barthelmebs, footballeur français (° 11 avril 1934).
  - Heinz Bennent, acteur allemand (° 18 juillet 1921).
  - Patricia Breslin, actrice américaine (° 17 mars 1931).
  - János Herskó, réalisateur hongrois (° 9 avril 1926).
  - Pierre Lelong, mathématicien français (° 14 mars 1912).
  - Dennis Ritchie, informaticien et développeur américain, inventeur du langage C, codéveloppeur d’Unix (° 9 septembre 1941).
- 2012 : 
  - Jean-Charles Cavaillé, homme politique français (° 17 décembre 1930).
  - Jean-Pierre Hautier, présentateur de télévision belge (° 18 octobre 1955).
  - Ervin Kassai, arbitre de basket hongrois (° 16 mars 1925).
  - Torkom II Manougian, patriarche arménien de Jérusalem (° 16 février 1919).
  - Břetislav Pojar, illustrateur, animateur et réalisateur tchèque (° 7 octobre 1923).
- 2013 : 
  - George Herbig, astronome et professeur d'université américain (° 2 janvier 1920).
  - Oscar Hijuelos, romancier américain (° 24 août 1951).
  - Ulf Linde, critique d'art suédois (° 15 avril 1929).
  - Bernard Merdrignac, professeur émérite d'histoire médiévale français (° 25 juin 1947).
- 2014 :
  - Mark Bell, DJ, compositeur et producteur (° 1971).
  - Gabriel Richet, néphrologue français (° 26 décembre 1916).
  - Roberto Telch, footballeur argentin (° 6 novembre 1943).
  - Nouri Zorgati, ingénieur, statisticien, économiste et homme politique tunisien (° 25 août 1937).
- 2015 :
  - Sergio Caprari, boxeur italien (° 11 juillet 1932).
  - Levent Kırca, acteur, journaliste et homme politique turc (° 28 septembre 1948).
  - Joan Leslie, actrice américaine (° 26 janvier 1925).
- 2020 : 
  - Eric Assous, réalisateur, scénariste et dialoguiste français (° 30 mars 1956).
  - Robert Jammes, éminent hispaniste du Lauragais (° 26 avril 1927).
- 2021 :
  - Hubert Germain, résistant et homme politique français, dernier Compagnon de la Libération (° 6 août 1920).
  - Julija Nikolić, née Yuliya Portjanko (Юлія Портянко en ukrainien), handballeuse ukrainienne et macédonienne (° 20 avril 1983).
- 2023 :
  - Luis Garavito, tueur en série et violeur colombien (° 25 janvier 1957).
  - René Garrec, homme politique français (° 24 décembre 1934).
  - Gunnar Kaiser, écrivain, blogueur politique et littéraire allemand (° 9 juin 1976).
- 2024 :
  - Tito Mboweni, homme politique et économiste sud-africain (° 16 mars 1959).
  - Margarete Müller, femme politique est-allemande puis allemande (° 18 février 1931).
  - Carlos Payan, pasteur protestant évangélique français (° 1963).
  - Jean-François Picheral, homme politique français (° 26 février 1934).
  - Alex Salmond, homme d'État britannique (° 31 décembre 1954).
  - Lillian Schwartz, artiste américaine (° 13 juillet 1927).
  - Ary Toledo, humoriste, chanteur, parolier et écrivain brésilien (° 22 août 1937).
  - Oldřich Vlasák, homme politique tchèque (° 26 novembre 1955).

## Célébrations
- Nations unies : jour de la langue espagnole (castillane) aux Nations unies[7] (et dans l'Union européenne ?).

- Date possible (2e lundi d'octobre ou 12 octobre) pour le jour de la Race (día de la raza) dans plusieurs pays d'Amérique latine, sous des noms différents, comme jour de Christophe Colomb dans certains d'entre eux, noms génériques pour la commémoration de la découverte de l'Amérique par Christophe Colomb le 12 octobre 1492, à savoir en
  - Argentine : día del Respeto a la Diversidad Cultural (es) / « jour du respect de la diversité culturelle » ou aussi « jour de la Race » avant 2007.
  - Belize : día panamericano y día de Colón[8] (« journée panaméricaine et de Christophe Colomb ») bien que ce pays soit aujourd'hui majoritairement anglophone.
  - Chili : día del descubrimiento de dos mundos[8] / « jour de la découverte (réciproque) de deux mondes ».
  - Équateur : dia de la raza[9] / « jour de la race ».
- Espagne : fête nationale et jour de l'hispanité.
  - Nicaragua : día del locutor[8] / « jour de la langue » majoritaire ou véhiculaire.
  - Pérou et Uruguay : día de las Américas[8] / « jour des Amériques ».
  - Venezuela : día de la resistencia indígena[8] / « jour de la résistance indigène » depuis 2002 (inauguration d'une radio du type yanomami d'Adiketsuya en 2010, à cette occasion, après une cérémonie chamanique en présence du chef coutumier d'un village ye'kwana et de ses six femmes, côté Amazonas brésiliennes, radio yekwana qui aurait été financée par l'Union européenne.

- Brésil : fête des enfants[10].
- États-Unis : Freethought Day (en) ou « jour de la libre-pensée » célébrant la fin du procès des sorcières de Salem.
- Guinée équatoriale : fête nationale.
- Royaume-Uni : coming out day un jour après d'autres pays d'Amérique du Nord et d'Europe[11].

- Christianisme :
  - Brésil : Nossa Senhora Aparecida ou Notre-Dame d'Aparecida ;
  - Cochabamba (Bolivie) : fête de la Vierge (Notre-Dame) du Rosaire[12].
  - Station au Golgotha, mémoire du bon larron et lectures de Ga. 2, 16-21 & Lc 23, 32(-49) dans le lectionnaire de Jérusalem.

### Saints des Églises chrétiennes

#### Catholiques et orthodoxes
Saints du jour, :
- Amic († 773) et Amèle, amis et martyrs à Novare.
- Cinq Mille Martyrs († 484), dont Cyprien et ses compagnons, martyrisés vers Tunis par Hunéric.
- Domnine († 304), martyre à Anazarbe.
- Edwin de Northumbrie († 633), roi de Deira et de Bernicie.
- Éreptiole († 473), 1er évêque de Coutances.
- Félix IV († 530), 54e pape, de 526 à 530[15].
- Fiac († Ve siècle) — ou « Fiag » —, évêque de Slane.
- Hédiste († 303), martyr à Ravenne.
- Herlinde de Maaseik († 753), et sa sœur Relinde, abbesses de l'abbaye d'Aldeneik.
- Julien de Lodi († 324), évêque de Lodi Vecchio.
- Maximilien de Celeia († 284 / 288), prêtre voire évêque pré-slovène romain / romanisé de Lorch en actuelle Autriche.
- Opilon († Ve siècle), diacre de Plaisance.
- Pantale († 558), 1er évêque de Bâle, en Suisse.
- Salvin de Vérone († 562), évêque de Vérone.
- Spérie de Cahors († 760) — ou « Espérie » ou « Exupérie » —, vierge et martyre à Saint-Céré.
- Theudosie (IIIe siècle), Martyre.
- Vanne († v. 525), évêque de Verdun.
- Wilfrid († 709), évêque d'York (Angleterre).

#### Saints et bienheureux catholiques
Saints et béatifiés du jour :
- Carlos Acutis († 2006), bienheureux laïc italien.
- Euphrase Barredo Fernández († 1936), bienheureux carme déchaux, martyr à Oviedo, lors de la guerre civile espagnole.
- Joseph Gonzalez Huguet († 1936), bienheureux prêtre martyr à Riba-roja de Túria, lors de la guerre civile espagnole.
- Louis Brisson († 1908), bienheureux prêtre français, fondateur des oblats de Saint François de Sales.
- Pacifique Salcedo Puchades (pl) († 1936), bienheureux capucin martyr à Massamagrell, lors de la guerre civile espagnole.
- Rodobalde († 1254), évêque de Pavie.
- Romain Sitko († 1942), bienheureux prêtre polonais, martyr au camp de concentration d’Auschwitz.
- Séraphin de Montegranaro († 1604), capucin italien.
- Thomas Bullaker († 1642), bienheureux franciscain anglais martyr à Tyburn.

#### Saint orthodoxe
Saint orthodoxe du jour :
- Juvenal de Riazan (†1937), évêque de Koursk, martyr.

### Prénoms du jour
Bonne fête aux Wilfried, et ses variantes : Wilfred, Wilfrid, Wilfri(e)da.
Et aussi aux :
- Edwin, sa variante Edwyn et leurs diminutifs courants : Eddie et Edwy communs aux Édouard, Edward, Eduardo, etc. (des 5 janvier par exemple).
- Aux Félix (voir 12 février),
- Maximilien et ses variantes dont les latinophone Maximilianus et germanophone Maximilian par exemple, l'italianophone Massimiliano, etc.
- Aux Séraphin, Séraphine et leurs variantes polyglottes.

## Traditions et superstitions

### Astrologie
- Signe du zodiaque : vingtième jour du signe astrologique de la Balance.

### Dicton du jour
- « Saint-Wilfrid ensoleillée, deux jours plus tard emmitouflé. »[16]